# Казахский национальный медицинский университет
Казахский Национальный медицинский университет имени С. Д. Асфендиярова (КазНМУ) (каз. С. Ж. Асфендияров атындағы Қазақ ұлттық медицина университеті (ҚазҰМУ), англ. Asfendiyarov Kazakh National Medical University) — ведущий медицинский вуз Республики Казахстан. Открыт в 1931 году.

## История
В 1928 году был поднят вопрос о создании медицинского вуза в Казахстане, на тот момент в республике существовал огромный дефицит медицинских кадров. В 1930 году Постановлением СНК РСФСР от 10 июля 1930 года «Сеть, структура и контингент приема в высшие учебные заведения органов, находящихся в ведении РСФСР на 1930/1931 год» было принято решение об открытии медицинского института в городе Алма-Ата. В приложении постановления было указано Алма-Ата. «Медицинский институт. Факультет лечебно-профилактический. Прием: зима 1930/1931 года — 100 человек». Приказом Наркомздрава КАССР за № 260 от 30 ноября 1930 года директором медицинского института был назначен Санжар Джафарович Асфендияров. 10 декабря 1930 года на заседании Президиума КазЦИК состоялось заслушивание вопроса о ходе развертывания мединститута. По итогам обсуждения заседания Президиум КазЦИКа принял постановление, согласно которому Совнаркому КазССР было поручено «обеспечить открытие медицинского института не позднее февраля 1931 года».
К началу весны 1931 года в КазГМИ по результатам собеседования были зачислены первые 135 человек, из которых 121 приступили к обучению. С 1 февраля 1931 года было начато проведение предварительных подготовительных занятий на 10 кафедрах лечебного факультета: морфологии (анатомии), экспериментальной гигиены, гистологии, химии, физики, биологии, общественных наук (диалектического материализма, политэкономии), физкультуры, казахского и немецкого языков. К осени 1931 года на трех заседаниях приемной комиссии был завершён второй набор студентов из 168 студентов. Таким образом, в первый год работы института на 1 курс лечебного факультета было принято 289 студентов. К концу 1931 года в институте работали 5 профессоров, 4 доцента, 13 ассистентов и 2 преподавателя.
В 1935 году в структуре института насчитывалось 28 кафедр, на которых работали виднейшие медицинские ученые, приехавшие из городов России. Все они прибыли для работы в Казахстан по направлению Наркомздрава РСФСР. В 1936 году институт провёл первый выпуск врачей (66 человек).
В 1938 году в связи с острым дефицитом детских врачей был открыт педиатрический факультет. Его организатором и первым деканом стал профессор А. И. Малинин — выпускник медицинского факультета Саратовского университета.
В 1939 году были возведены учебные корпуса КазГМИ.
В годы Великой Отечественной войны на фронт добровольцами ушли 84 преподавателя и 262 студента. Звания Героя Советского Союза были удостоены студенты М. Маметова и В. Иванилов. В 1941—1945 годах институт окончили около 2000 врачей, большинство из них было направлено на фронт. В память о студентах и преподавателях, погибших на войне, в 1982 году перед учебным корпусом была открыта Аллея героев-медиков.
В 1943—1962 годах существовал санитарно-гигиенический факультет, перенесённый в Карагандинский медицинский институт.
В 1951 году открыт фармацевтический факультет, в 1959 году — стоматологический.
В 1981 году вуз был награждён орденом Трудового Красного Знамени.
В 1982 году в составе института действовали 65 кафедр, аспирантура (по 12 специальностям), центральная научно-исследовательская лаборатория, музей анатомии, истории института, библиотека (книжный фонд более 400 тыс. тт.). Учебно-практическая база состояла из 23 клинических больниц, 18 поликлиник, 20 аптек, 3 родильных домов, фармацевтического завода, 3 диспансеров.
В 1982/83 учебном году обучалось 6587 студентов, работало 727 преподавателей, среди них: 49 профессоров и докторов наук, 421 доцент и кандидат наук.
11 января 1989 года Постановлением Совета Министров Казахской ССР институту было присвоено имя С. Д. Асфендиярова.
Указом президента Казахстана Н. А. Назарбаева № 648 от 5 июля 2001 года «О предоставлении особого статуса отдельным государственным высшим учебным заведениям» вуз получил статус Казахского национального медицинского университета.
Постановлением правительства Республики Казахстан от 5 апреля 2018 года № 166 «О вопросах создания некоммерческого акционерного общества „Казахский национальный медицинский университет имени С. Д. Асфендиярова“» вуз был преобразован из РГП на ПХВ в НАО «Казахский национальный медицинский университет имени С. Д. Асфендиярова», сам университет — в акционерное общество «Национальный медицинский университет» при этом в состав некоммерческого акционерного общества были включены:
- Республиканские государственные предприятия на праве хозяйственного ведения:
  - Казахский научно-исследовательский институт онкологии и радиологии,
  - Научный центр акушерства, гинекологии и перинатологии,
  - Научный центр педиатрии и детской хирургии,
  - Научно-исследовательский институт кардиологии и внутренних болезней;
- Вновь образованные акционерные общества:
  - Казахский научно-исследовательский институт онкологии и радиологии,
  - Научный центр акушерства, гинекологии и перинатологии,
  - Научный центр педиатрии и детской хирургии,
  - Научно-исследовательский институт кардиологии и внутренних болезней.

## Названия университета
- с 1930 года — Казахский государственный медицинский институт Наркомздрава Казахской АССР
- с 1936 года — Казахский государственный медицинский институт имени В. М. Молотова Наркомздрава КазССР
- с 1963 года — Алматинский государственный медицинский институт (АГМИ)
- с 1995 года — Казахский государственный медицинский университет имени С. Д. Асфендиярова (КазГМУ имени С. Д. Асфендиярова)
- с 2001 года — Казахский национальный медицинский университет имени С. Д. Асфендиярова

## Факультеты
- Школа общей медицины
- Школа педиатрии
- Школа общественного здравоохранения имени Халела Досмухамедова
- Школа стоматологии
- Школа фармации
- Международный медицинский факультет
- Факультет последипломного образования[5]

## Преподавательский состав
По состоянию на 2024-2025 учебный год в университете работают 1736 преподавателей, что делает вуз одним из крупнейших медицинских образовательных учреждений в стране. Значительная часть профессорско-преподавательского состава обладает академическими степенями:
- Доктор PhD — 89 человек
- Доктор наук — 126 человек
- Кандидат наук — 388 человек[6]

## Ректоры
- 1930—1931 — Асфендияров Санжар Джафарович[3]
- 1931—1933 — Касабулатов, Исенгали Киреевич
- 1933—1934 — Мухамбетова, Харира Мухамбетовна
- 1934—1943 — Зикеев, Виктор Васильевич
- 1943—1952 — Зюзин Василий Иванович
- 1952—1954 — Карынбаев, Сибугатулла Рыскалиевич
- 1954—1960 — Корякин, Иван Сергеевич
- 1960—1963 — Самарин, Роман Иванович
- 1963—1975 — Карынбаев Сибугатулла Рыскалиевич (повторно)
- 1975—1987 — Маскеев, Куаныш Мубаракович
- 1987—1995 — Белозёров Евгений Степанович
- 1995—2008 — Муминов, Талгат Аширович
- 2008—2016 — Аканов, Айкан Аканович
- 13 июля 2017 — 13 июня 2022 — Нургожин Талгат Сейтжанович
- 13 июня 2022 — н.в. — Шоранов Марат Едигеевич[7]

## Известные выпускники
- Хабижанов, Басыр Хабижанович — доктор медицинских наук (1973), профессор (1975).
- Ушбаев, Кенесбай Ушбаевич — доктор фармацевтических наук (1983).
- Чокин, Алихан Ризаевич — доктор медицинских наук (1968), профессор (1970); основатель кафедры истории медицины КазНМУ им. С. Д. Асфендиярова.
- Мажитова, Зайра Хамитовна — доктор медицинских наук (1990), профессор (1992), отличник здравоохранения РК, основатель экологической педиатрии в Казахстане.
- Девятко, Василий Николаевич — доктор медицинских наук (2003), академик медико-технической Академии РФ (2004), Заслуженный деятель РК (2010).
- Алчинбаев, Мирзакарим Каримович — доктор медицинских наук (1995), профессор (1997), заслуженный деятель РК (1998); с 1996 года — директор Научного центра урологии им. Б. У. Джарбусынова.
- Атчабаров Бахия Атчабарович — доктор медицинских наук (1968), профессор (1969), академик НАН РК (2003); Заслуженный врач Казахской ССР (1961), лауреат премии имени К. И. Сатпаева (1999).
- Бердыбаев, Онгарбек Бердыбаевич — учёный, доктор медицинских наук (1955), профессор, заслуженный деятель науки Казахстана.
- Бисенова, Аклима Бисеновна — кандидат медицинских наук (1965), заслуженный врач КазССР.
- Мирзабеков, Ораз Мирзабекович — доктор медицинских наук (1990), профессор, заслуженный врач КазССР (1989).
- Мустафина, Жанар Габиденовна — офтальмолог, доктор медицинских наук, профессор (1993), заслуженный врач РК (1992).
- Ормантаев, Камал Саруарович — доктор медицинских наук (1971), профессор (1972), академик НАН РК (1994), заслуженный деятель науки (1981).
- Дуйсекеев, Амангельды Дуйсекеевич — доктор медицинских наук (1995), профессор.
- Сатпаева Ханиса Канышевна — доктор медицинских наук, профессор, организатор курса валеологии во всех вузах Республики Казахстан.
- Шарман Алмаз Торегельдиевич — специалист в области биомедицинских и медико-демографических исследований, международного здравоохранения и больничного управления, член Американской Ассоциации Здравоохранения.
- Есенкулов, Аскер Есенкулович — д. м. н., профессор (1991), заслуженный деятель РК (1994). Председатель Союза врачей-маммологов Республики Казахстан, главный специалист-маммолог Агентства здравоохранения РК.
- Лукьяненко, Сергей Васильевич — российский писатель-фантаст.

## Исторический корпус университета

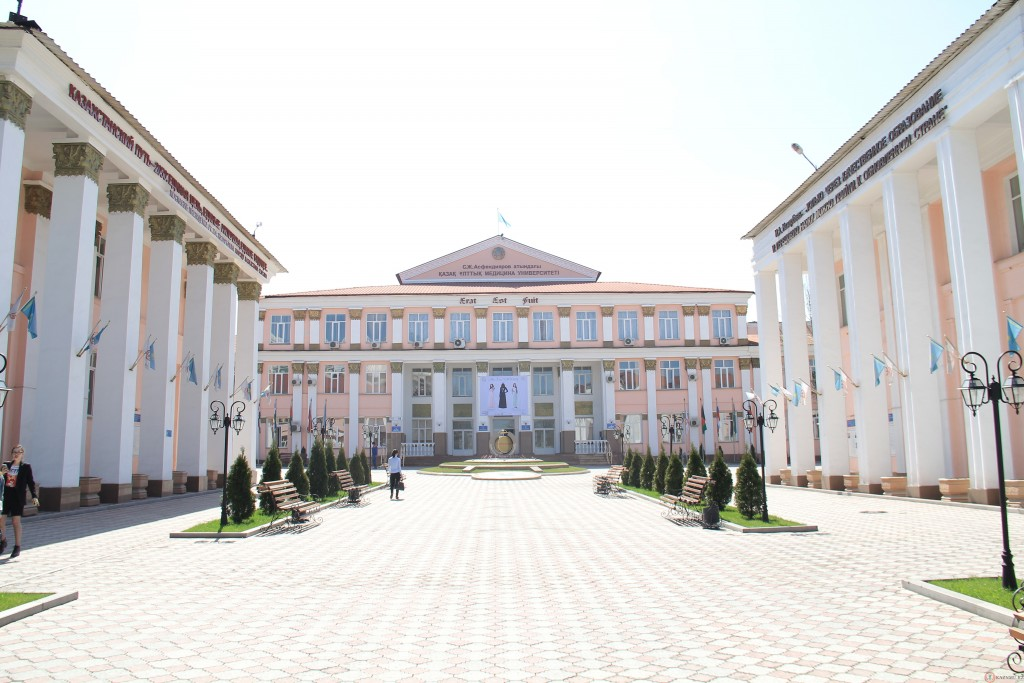
Историческое здание Казахского Государственного медицинского института

Комплекс из нескольких зданий для медицинского института начали строить в 1932 году по проекту архитекторов А. Гегелло и Б. Н. Стесина, под руководством инженера Д. Кричевского. Главный корпус был сдан в эксплуатацию в 1939 году.
В 2018 году часть кафедр университета были переведены из исторического здания в новый корпус в микрорайоне Горный Гигант, в связи с чем были распространены опасения о грядущем сносе здания. Руководство университета уточнило, что новое здание необходимо для разгрузки помещений и историческому зданию ничего не угрожает.

### Архитектура
Здание университета представляет собой памятник архитектуры, сочетающий классические и конструктивистские тенденции. Ансамбль состоит из нескольких корпусов — главного здания, лаборатории, ректората. Композиция фасадов зданий комплекса представляет собой синтез конструктивизма и классицистических тенденций, проявившееся в удачном сочетании ленточного остекления больших поверхностей и элементов классической архитектуры. Стены зданий выполнены из кирпича, оштукатуренные, побелены. Элементы декора созданы из цемента.

### Статус памятника
10 ноября 2010 года был утверждён новый Государственный список памятников истории и культуры местного значения города Алматы, одновременно с которым все предыдущие решения по этому поводу были признаны утратившими силу. В этом Постановлении был сохранён статус памятника местного значения здания медицинского университета. Границы охранных зон были утверждены в 2014 году.